# Zdeněk Ščasný
Zdeněk Ščasný (Brno, 1957. augusztus 9. –) csehszlovák válogatott labdarúgó, hátvéd, majd edző.

## Mérkőzései a csehszlovák válogatottban
| #  | Dátum             | Ellenfél    | Eredmény | Kiírás              | Esemény |
| -- | ----------------- | ----------- | -------- | ------------------- | ------- |
| 1. | 1983. március 27. | Ciprus      | 1 – 1    | Eb-selejtező        | 80'     |
| 2. | 1983. április 16. | Ciprus      | 6 – 0    | Eb-selejtező        | 50'     |
| 3. | 1984. április 7.  | Olaszország | 1 – 1    | barátságos mérkőzés | 46'     |
| 4. | 1984. május 16.   | Dánia       | 1 – 0    | barátságos mérkőzés | 46'     |